# Дис Мортал Койл
„Дис Мортал Койл“ (на английски: This Mortal Coil) е британски музикален колектив, основан през 1983 г., ръководен от Иво Уотс-Ръсел, основател на британската звукозаписна компания 4AD. Въпреки че Уотс-Ръсел и Джон Фрайър са единствените двама официални членове, записаната продукция на групата включва голям ротационен състав от поддържащи изпълнители, много от които са свързани с 4AD, включително членове на „Кокто Туинс“, „Пиксис“ и „Дед Кен Денс“. Проектът става известен със своето готик, дрийм поп звучене и издава три пълни албума, започвайки през 1984 г. с It'll End in Tears.

## Предистория
Иво Уотс-Ръсел основава 4AD през 1980 г. и лейбълът се утвърждава като един от ключовите лейбъли в британското постпънк движение. След няколко издания Уотс-Ръсел развива идеята за сътрудничество под името „Дис Мортал Койл“. Името е взето от текста на песента Dream Within A Dream на „Спирит“ ("...Stepping off this mortal coil will be my pleasure...", т.е. „...Да изляза от тази смъртна спирала за мен ще бъде удоволствие“), което от своя страна е цитат от „Хамлет“ на Шекспир („What dreams may come, when we have shuffled off this mortal coil, must give us pause.“, Трето действие, Първа сцена, ред 67), където думата „coil“ се използва със значението на „всички проблеми на света, които тежат на човека“.
Уебсайтът на 4AD казва:
| „ | „Дис Мортал Койл“ не е група, а уникално сътрудничество на музиканти, записващи в различни пермутации, плод на въображението на краля на 4AD Иво Уотс-Ръсел. Идеята бе да се позволи на изпълнителите творческата свобода да записват материал извън сферата на това, която се очаква от тях; създаде и възможност за иновативни кавър версии на песни, лични на Иво. | “ |

Едно от най-ранните подписи на лейбъла е групата „Модърн Инглиш“. През 1983 г. Уотс-Ръсел предлага групата да презапише две от най-ранните си песни, Sixteen Days и Gathering Dust, като смесица. По това време групата приключва сета си с тази смесица и Уотс-Ръсел смята, че е достатъчно силна, за да оправдае презаписа. Когато групата отхвърля идеята, Уотс-Ръсел решава да събере група музиканти, които да запишат смесицата: Елизабет Фрейзър и Робин Гътри от Кокто Туинс; Синди Шарп от „Синдитолк“ и няколко членове на „Модърн Инглиш“. EP-то Sixteen Days/Gathering Dust, е резултат от тези сесии. Кавър на Song to the Siren на Тим Бъкли, изпълнен само от Фрейзър и Гътри, е записан като B-страна за миниалбума. Доволен от резултатите, Уотс-Ръсел решава да направи това A-страна на 7-инчовата сингъл версия на миниалбума и песента бързо се превръща в ъндърграунд хит, карайки Уотс-Ръсел да продължи записа на пълен албум под псевдонима Дис Мортал Койл, It'll End in Tears от 1984 г.
През юни 1998 г. Уотс-Ръсел започва да издава албуми, подобни на тези на Дис Мортал Койл, под името Хоуп Блистър (The Hope Blister), в който участват музиканти като Джон Фрайър и Луиз Рутковски.

## Дискография

### Студийни албуми
- It'll End in Tears (1984)
- Filigree & Shadow (1986)
- Blood (1991)

### Сборни албуми
- Dust & Guitars (2012)

### Бокс сетове
- 1983 – 1991 (1993)
- This Mortal Coil (2011)

### Миниалбуми
- Sixteen Days / Gathering Dust (1983)